# Tusculum (Tennessee)
Tusculum é uma cidade localizada no estado norte-americano de Tennessee, no Condado de Greene.

## Demografia
Segundo o censo norte-americano de 2000, a sua população era de 2004 habitantes.
Em 2006, foi estimada uma população de 2227, um aumento de 223 (11.1%).

## Geografia
De acordo com o United States Census Bureau tem uma área de
11,7 km², dos quais 11,7 km² cobertos por terra e 0,0 km² cobertos por água.

## Localidades na vizinhança
O diagrama seguinte representa as localidades num raio de 32 km ao redor de Tusculum.